# Бовменстаун (Пенсільванія)
Бовменстаун (англ. Bowmanstown) — місто (англ. borough) в США, в окрузі Карбон штату Пенсільванія. Населення — 889 осіб (2020).

## Географія
Бовменстаун розташований за координатами 40°48′5″ пн. ш. 75°39′40″ зх. д. / 40.80139° пн. ш. 75.66111° зх. д. (40.801445, -75.661116).  За даними Бюро перепису населення США в 2010 році місто мало площу 2,07 км², з яких 1,99 км² — суходіл та 0,07 км² — водойми.

## Демографія
Згідно з переписом 2010 року, у селищі мешкало 937 осіб у 408 домогосподарствах у складі 254 родин. Густота населення становила 453 особи/км².  Було 429 помешкань (208/км²).
Расовий склад населення:
| - 96,3 % — білих - 0,6 % — азіатів - 0,5 % — чорних або афроамериканців - 0,4 % — корінних американців |

До двох чи більше рас належало 1,3 %. Частка іспаномовних становила 2,7 % від усіх жителів.
За віковим діапазоном населення розподілялося таким чином: 18,7 % — особи молодші 18 років, 63,8 % — особи у віці 18—64 років, 17,5 % — особи у віці 65 років та старші. Медіана віку мешканця становила 43,5 року. На 100 осіб жіночої статі у селищі припадало 101,5 чоловіків;  на 100 жінок у віці від 18 років та старших — 101,6 чоловіків також старших 18 років.
Середній дохід на одне домашнє господарство  становив 60 832 долари США (медіана — 49 412), а середній дохід на одну сім'ю — 73 184 долари (медіана — 67 955). Медіана доходів становила 39 524 долари для чоловіків та 35 000 доларів для жінок. За межею бідності перебувало 10,2 % осіб, у тому числі 13,1 % дітей у віці до 18 років та 5,7 % осіб у віці 65 років та старших.
Цивільне працевлаштоване населення становило 528 осіб. Основні галузі зайнятості: освіта, охорона здоров'я та соціальна допомога — 28,0 %, виробництво — 20,1 %, роздрібна торгівля — 13,3 %, мистецтво, розваги та відпочинок — 11,0 %.